# Autohaus

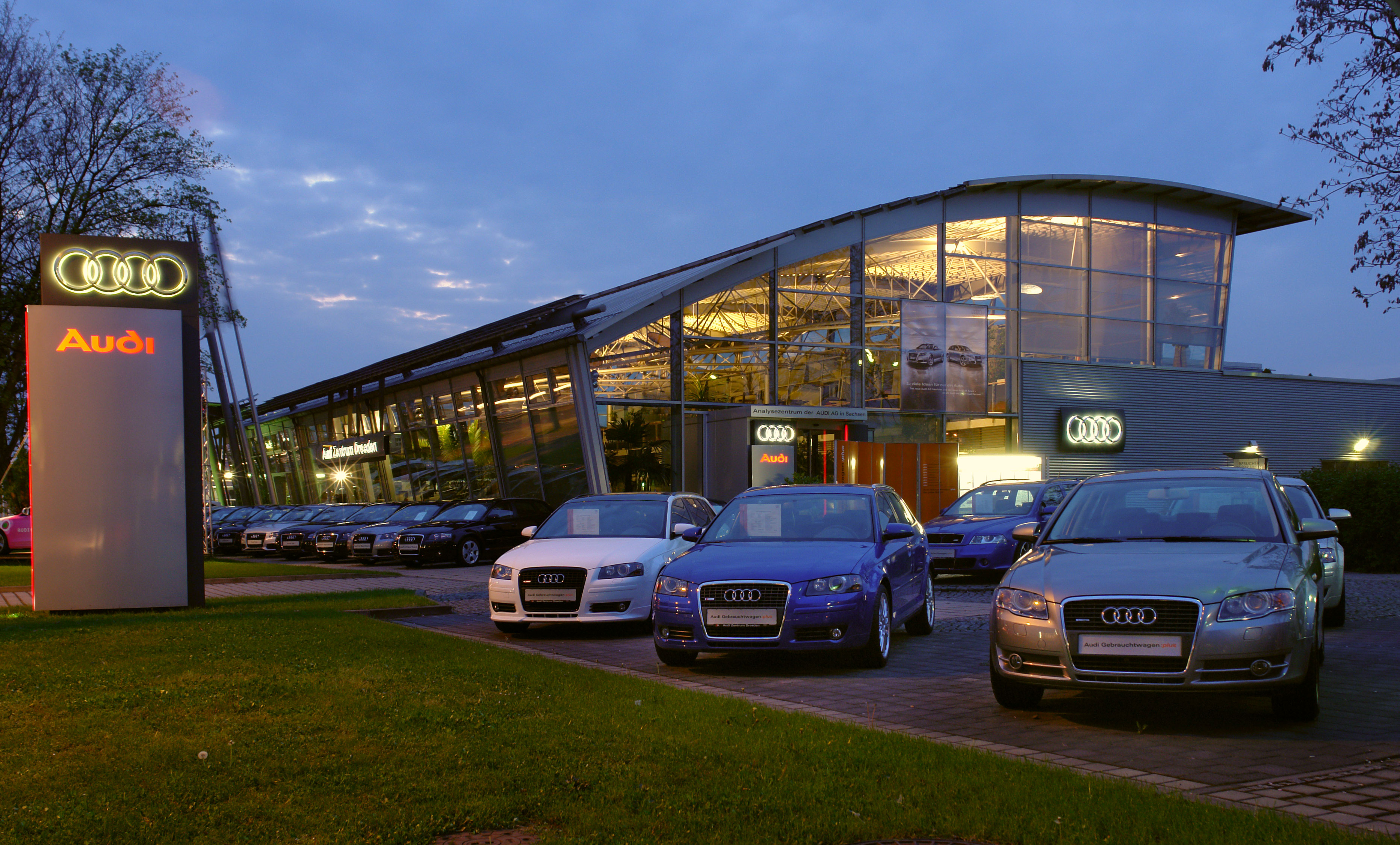
Autohaus in Dresden

Ein Autohaus ist als Gewerbebetrieb im Handel mit Kraftfahrzeugen tätig.

## Allgemeines
Es handelt sich um ein Geschäft mit größerer Verkaufsfläche, um einige Fahrzeuge im Schaufenster präsentieren zu können oder diese auf einer Freifläche zu zeigen. Autohäuser sind Teil der Vertriebskette in der Automobilbranche und insoweit auch eingebunden in die Konjunktur auf dem Automobilmarkt. Ein großes Autohaus mit Filialen ist das 1924 in Köln gegründete Autohaus Jacob Fleischhauer.

## Organisation
In einem Autohaus gibt es in der Regel die Bereiche „Fahrzeugverkauf Neuwagen “ (mit Verkaufsraum), „Fahrzeugverkauf Gebrauchtwagen“, „Zubehörverkauf“ und „Werkstatt“ (Fahrzeugreparatur). Autohäuser werden überwiegend von Vertragshändlern der Automobilhersteller und Importeure betrieben. Durch den Konzentrationsprozess der letzten Jahre schließen sich immer öfter Autohäuser zu Autohaus-Gruppen (Kettenbetrieben) zusammen oder sie vertreiben mehrere Automarken.

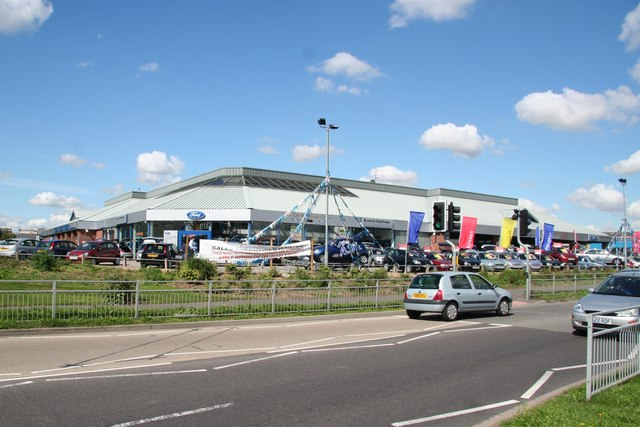
Ford-Autohaus in Lincoln mit der in den USA und England typischen Beflaggung
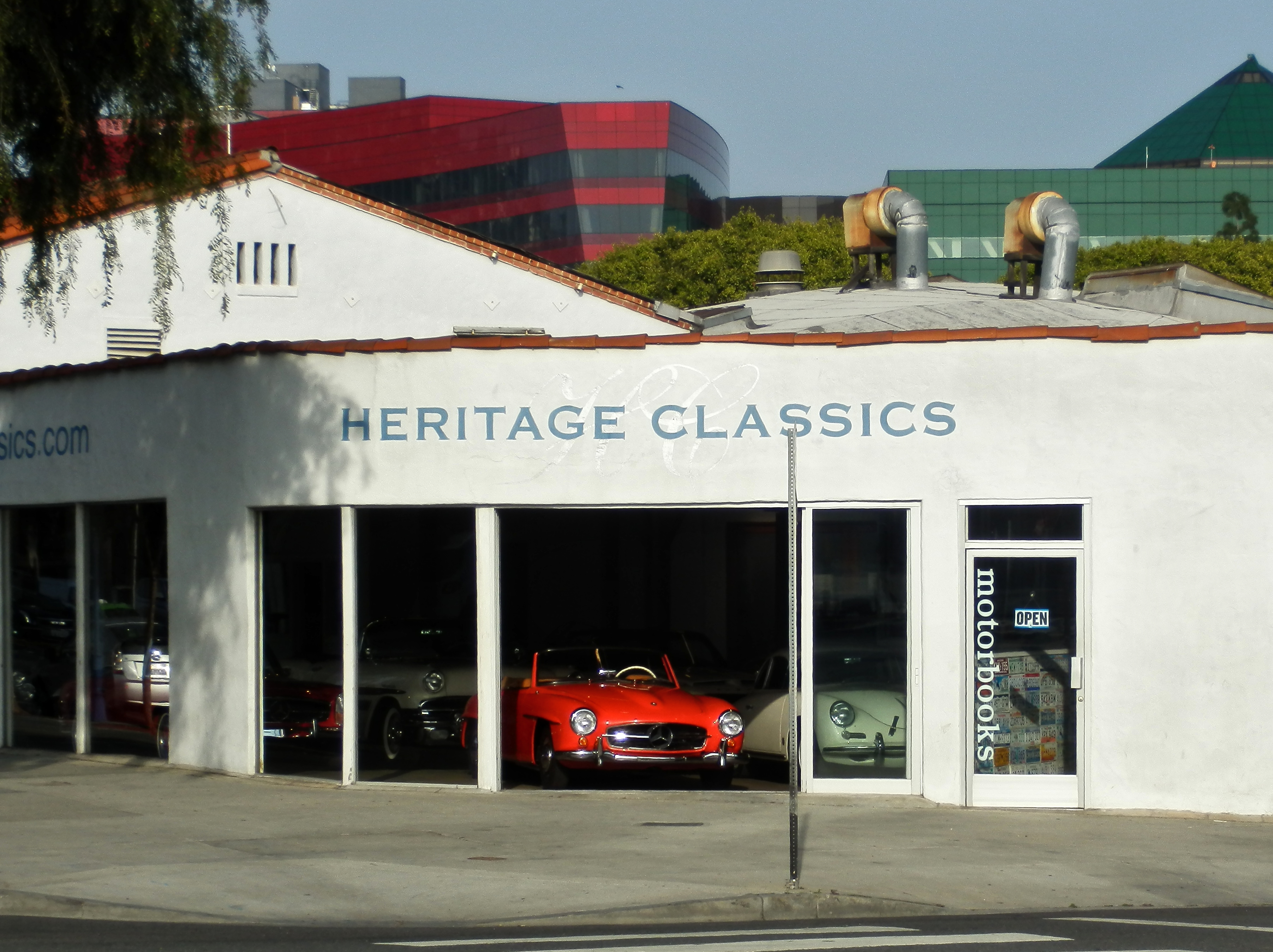
Auf Oldtimer spezialisierter Gebrauchtwagenhändler in Beverly Hills
Ein Autohaus um 1906 von Laurin & Klement